# Le Malin (bateau)
Le Malin est un bâtiment de la Marine nationale française destiné à effectuer des missions de sauvegarde maritime (action de l'État en mer, lutte contre les activités illicites, souveraineté) outre-mer. Il porte le numéro de coque P701.

## Historique
Mis en cale en 1994 aux chantiers d'Ølensvåg en Norvège, le palangrier Le Malin est lancé en 1997 sous le nom de Caroline Glacial. Il est conçu pour naviguer en mers de glace. En 2003, le navire est rebaptisé America no 1 avant de prendre le nom d’Apache en 2004. Le navire bat alors pavillon hondurien.
Le 17 juin 2004, l’Apache est détecté par le patrouilleur austral Albatros au large des îles australiennes Heard et McDonald. Le 23 juin, ordre est donné d'arraisonner le palangrier récalcitrant, qui navigue alors au large des Kerguelen, et son équipage. Celui-ci est pris en flagrant délit de pêche illicite, notamment de légine. Le navire pirate est alors ramené à La Réunion.
À la suite d'une décision de justice de 2007, le bâtiment est confisqué au profit de la Marine nationale qui en fait un bâtiment de soutien pour plongeurs basé à Toulon avant d'être finalement transformé début 2011 en patrouilleur de haute mer aux chantiers de Concarneau pour un coût estimé à plus de 2 millions d'euros.
Outre les aménagements structurels et l'installation de 2 mitrailleuses Browning M2 de 12,7 mm, plusieurs AANF1 et de l'armement individuel sont embarqués.
Il a un équipage de 24 hommes et peut accueillir 31 personnes.
Le 15 septembre 2011, il appareille de Toulon pour remplacer en octobre le patrouilleur de type P400 La Rieuse précédemment basé à l'île de La Réunion qui est depuis le 7 juin 2011 transféré à la marine kényane.
L'ancien numéro de coque du palangrier ex-Apache est A616.

## Déploiements
Du 27 octobre au 2 novembre 2013, dans le cadre de la lutte contre la pêche illicite en ZEE française, Le Malin, effectue une reconnaissance sur l'île du Lys permettant de confirmer que celle-ci est utilisée comme base arrière par les pêcheurs illégaux.

Au 13 novembre 2013, le navire se trouvait en opération de surveillance maritime dans l'océan Indien, au large de l'île de La Réunion en compagnie du BATRAL La Grandière et de la frégate Nivôse.
En 2014, il surveille la ZEE des Îles Éparses de l'océan Indien et intercepte des pêcheurs illégaux. Il récidive en 2018.

## Hommages
En 2014 l'administration postale des TAAF émet un timbre-poste "le Malin", dessin de Cyril de La Patellière.